# 16歳、戦火の恋
『16歳、戦火の恋』（原題:Where Hands Touch）は2018年に公開されたイギリスの戦争映画である。監督はアマ・アサンテ、主演はアマンドラ・ステンバーグとジョージ・マッケイが務めた。
本作は日本国内で劇場公開されなかったが、Amazonプライム・ビデオで配信されている。

## 概略
1944年のドイツ。黒人の血を引く16歳の少女、レイナは周囲から差別的な扱いを受けていた。そんなある日、レイナはヒトラーユーゲントに所属する青年、ルッツと恋に落ち、彼の子を身ごもるに至った。ところが、2人の幸せは長く続かなかった。レイナが強制収容所に送られたのである。収容所にいる間、レイナは当局から中絶を強要されるのを恐れ、自分が妊娠していることを必死で隠していた。ルッツはその収容所の警備兵として配属されたが、どうすることもできなかった。
連合軍による空爆が激化する中、ついに悲劇が起こってしまう。

## キャスト
- レイナ：アマンドラ・ステンバーグ
- ルッツ：ジョージ・マッケイ
- ケルスティン：アビー・コーニッシュ
- ヘインズ：クリストファー・エクルストン
- コーエン：トム・スウィート

## 製作
2014年12月1日、アマ・アサンテ監督が新作映画の製作に着手したと報じられた。2016年4月11日、アマンドラ・ステンバーグが本作の出演交渉に臨んでいるとの報道があった。9月13日、ジョージ・マッケイがキャスト入りした。11月上旬、本作の主要撮影がベルギーで始まった。2017年7月1日、Anne Chmelewskyが本作で使用される楽曲を手がけるとの報道があった。2018年9月28日、ヴァレーズ・サラバンドが本作のサウンドトラックを発売した。

## 公開・マーケティング
2017年2月8日、本作の劇中写真が初めて公開された。5月20日、ソニー・ピクチャーズ・ワールドワイド・アクイジションズが本作の全世界配給権を購入したと報じられた。2018年8月21日、ヴァーティカル・エンターテインメントが本作の全米配給権を獲得したとの報道があった。31日、本作のオフィシャル・トレイラーが公開された。9月9日、本作は第43回トロント国際映画祭でプレミア上映された。

## 評価
本作に対する批評家の評価は平凡なものに留まっている。映画批評集積サイトのRotten Tomatoesには48件のレビューがあり、批評家支持率は42%、平均点は10点満点で5.34点となっている。サイト側による批評家の見解の要約は「題材を十分に生かし切れていないという感はあるが、これまでほとんど扱われてこなかった題材を取り上げたという意味で『16歳、戦火の恋』は特筆すべき作品である。」となっている。また、Metacriticには13件のレビューがあり、加重平均値は44/100となっている。